# Mario Monicelli

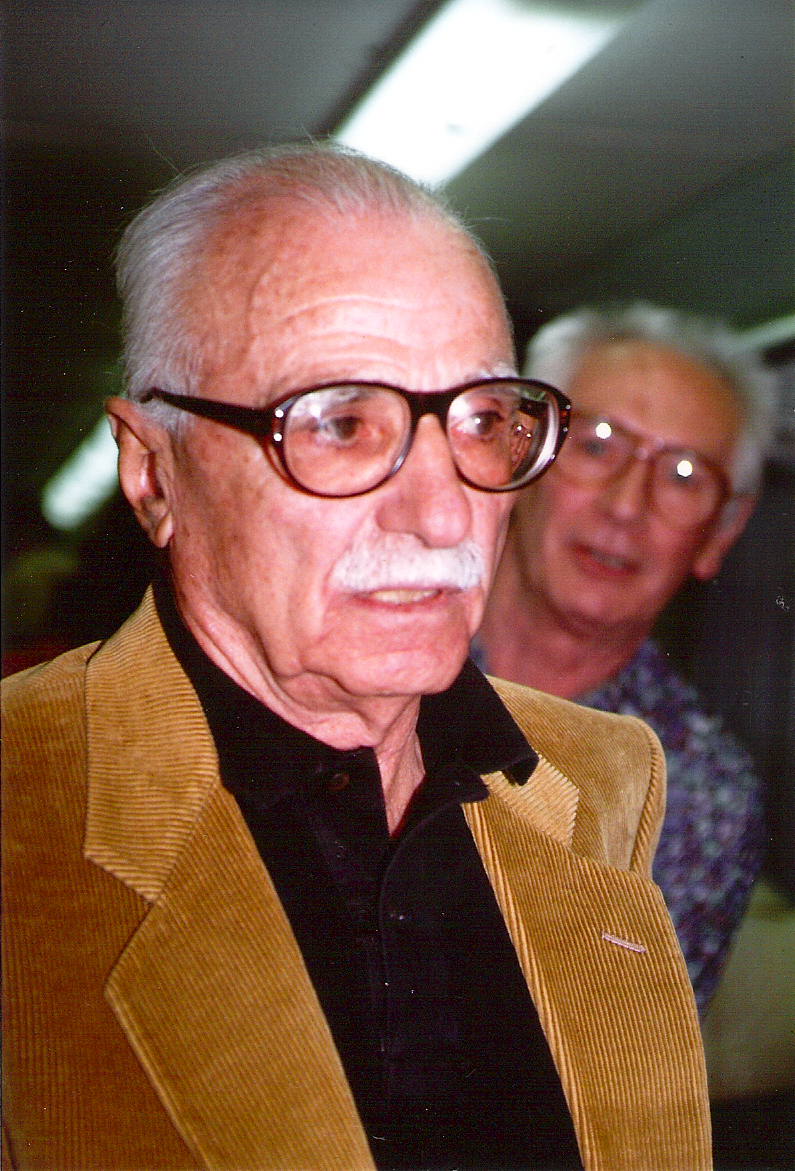
Mario Monicelli

Mario Monicelli (Viareggio, 16 de maio de 1915 — Roma, 29 de novembro de 2010) foi um importante roteirista (argumentista) e diretor de cinema italiano.

## Biografia
Nasceu de uma família de origem mantuana, tendo crescido em Viareggio. Era o segundo filho do crítico teatral e jornalista Tommaso Monicelli. Em Viareggio vivenciou a efervescência cultural experimentada na cidade na década de 1930.
Frequentou o Liceu Clássico Giosuè Carducci, formando-se em História e Filosofia. Ingressou no cinema graças ao amigo Giacomo Forzano, filho do comediógrafo Giovacchino Forzano, fundador de um estúdio cinematográfico, com o curioso nome de Pisorno - uma junção do nome de duas cidades rivais: Pisa e Livorno.
Desde o início, Monicelli vai delineando o particular espírito toscano que será determinante em sua poética cinematográfica que imprimiu na comédia. Junto a Alberto Mondadori, amigo e colaborador, dirige em 1934 o curta-metragrem "Cuore rivelatore", ao qual seguiu-se, neste mesmo ano, ao média-metragem mudo "I ragazzi della via Paal", apresentado e premiado em Veneza. Sob o pseudônimo de Michele Badiek, dirigiu em 1937 seu primeiro longa, Pioggia d'estate.
Crítico cinematográfico desde 1932, de 1939 a 1949 teve ativíssima produção, colaborando em cerca de quatro dezenas de filmes.

### Começo oficial
O começo oficialmente registrado de seu trabalho ocorre em 1949, em parceria com Steno, em "Totò cerca casa". Monicelli começa a imprimir seu particular estilo narrativo, simples, mas eficaz e funcional, livre de firulas e virtuosismos, concentrando seu esforço no desenvolvimento do filme.
A colaboração dos dois diretores resulta frutuosa, e dirigem oito filmes em quatro anos, dentre os quais os célebres "Guardie e ladri" (1951) e "Totò a colori" (1952).

### Trabalhos próprios
Em 1953 inicia o trabalho solo, continuando sua fecunda atividade cinematográfica, que lhe permite o contato com muitos outros cineastas.
Monicelli colaborou de forma definitiva para a filmografia italiana do pós-guerra, merecendo lugar de destaque neste capítulo da História italiana.
"I soliti ignoti", de 1958, com um elenco especial, composto por Vittorio Gassman, Marcello Mastroianni, Totò e Claudia Cardinale, é considerado como o primeiro filme do filão da commedia all'italiana.
Em 1959 seu filme "La grande guerra" ganhou o Leão de Ouro do Festival Internacional de Cinema de Veneza, rendendo ainda sua primeira indicação ao Óscar. A segunda viria em 1963, com "I compagni".
Diversos outros filmes merecem destaque, em sua longa carreira, onde trabalhou com os maiores atores da Itália, desde Totò, Aldo Fabrizi, Vittorio De Sica, Sophia Loren, Marcello Mastroianni, Vittorio Gassman, Ugo Tognazzi, Anna Magnani, Alberto Sordi, ma anche Nino Manfredi, Paolo Villaggio, Enrico Maria Salerno, Monica Vitti, Enrico Montesano, Giancarlo Giannini, Philippe Noiret, Giuliano Gemma, Stefania Sandrelli, Gian Maria Volonté e Leonardo Pieraccioni.

### Morte
Em 29 de novembro de 2010, internado no Hospital San Giovanni, em Roma, devido a um câncer de próstata em fase terminal, Monicelli se suicidou, atirando-se do quarto andar do edifício.

## Carreira

### Como diretor
- 1935: I ragazzi della Via Paal, com Alberto Mondadori
- 1937: Pioggia d'estate
- 1949: Al diavolo la celebrità, com Steno
- 1949: Totò cerca casa, com Steno
- 1950: Vita da cani, com Steno
- 1950: È arrivato il cavaliere!, com Steno
- 1951: Guardie e ladri (pt: Polícias e ladrões), com Steno
- 1952: Totò e i re di Roma, com Steno
- 1952: Totò e le donne, com Steno
- 1953: Le infedeli, com Steno
- 1954: Proibito
- 1955: Un eroe dei nostri tempi
- 1955: Totò e Carolina
- 1956: Donatella
- 1957: Il medico e lo stregone
- 1957: Padri e Figli
- 1958: I soliti ignoti (pt: Gangsters falhados)
- 1959: La grande guerra (pt: A grande guerra)
- 1960: Risate di gioia
- 1962: Boccaccio '70, com Vittorio De Sica, Luchino Visconti e Federico Fellini (segmento Renzo and Luciana)
- 1963: Os Companheiros
- 1964: Alta infedeltà, com Luciano Salce, Elio Petri e Franco Rossi
- 1965: Casanova '70
- 1966: Le fate, com Mauro Bolognini, Antonio Pietrangeli e Luciano Salce
- 1966: L'armata Brancaleone
- 1968: La ragazza con la pistola
- 1968: Capriccio all'italiana, com Mauro Bolognini, Steno, Pino Zac, Pier Paolo Pasolini e Franco Rossi
- 1969: Toh, è morta la nonna!
- 1970: Brancaleone alle Crociate (br: Brancaleone e as Cruzadas / pt: Uma aventura nas Cruzadas))
- 1971: Le coppie, com Alberto Sordi e Vittorio De Sica
- 1971: La mortadella
- 1973: Vogliamo i colonnelli
- 1974: Romanzo popolare
- 1975: Amici miei (pt: Oh! Meus Amigos)
- 1976: Caro Michele
- 1976: Signore e signori, buonanotte, com Luigi Comencini, Nanni Loy, Luigi Magni e Ettore Scola
- 1977: Un borghese piccolo piccolo (pt: O pequeno burguês)
- 1977: I nuovi mostri (pt: Os novos monstros), com Dino Risi e Ettore Scola
- 1979: Viaggio con Anita (pt: Viagem com Anita)
- 1979: Temporale Rosy (pt: Uma mulher furacão)
- 1981: Camera d'albergo (pt: Quarto de hotel)
- 1981: Il Marchese del Grillo
- 1982: Amici miei atto II (pt: Oh amigos meus 2ª parte)
- 1984: Bertoldo, Bertoldino e Cacasenno
- 1985: Le due vite di Mattia Pascal
- 1986: Speriamo che sia femmina (pt: Oxalá seja menina!)
- 1987: I picari (pt: Os alegres pícaros)
- 1989: La moglie ingenua e il marito malato
- 1989: 2 registi per 12 città - documentário, segmento Verona
- 1990: Il male oscuro
- 1991: Rossini! Rossini!
- 1992: Parenti serpenti
- 1994: Cari fottutissimi amici
- 1995: Facciamo paradiso
- 1996: Esercizi di stile - segmento Idillio edile
- 1997: Topi di appartamento - curta-metragem
- 1999: Panni sporchi
- 1999: Un amico magico: il maestro Nino Rota - documentário
- 2000: Come quando fuori piove - TV mini-série
- 2001: Un altro mondo è possibile - documentário
- 2002: Lettere dalla Palestina - documentário
- 2003: Firenze, il nostro domani - documentário
- 2006: Le rose del deserto

### Como roteirista
- I ragazzi della via Paal (1935)
- Pioggia d'estate (1937)
- La granduchessa si diverte (1940)
- Brivido (1941)
- La donna è mobile (1942)
- Cortocircuito (1943)
- Il sole di Montecassino (1945)
- Aquila nera (1946)
- Gioventù perduta (1947)
- La figlia del capitano (1947)
- Il corriere del re (1947)
- Follie per l'opera (1948)
- I Miserabili (1948)
- L'ebreo errante (1948)
- Il cavaliere misterioso (1948)
- Accidenti alla guerra! (1948)
- Il tradimento (1949)
- Al diavolo la celebrità (1949)
- Totò cerca casa (1949)
- Il lupo della Sila (1949)
- Il conte Ugolino (1949)
- Vita da cani (1950)
- Soho Conspiracy (1950)
- L'inafferrabile 12 (1950)
- È arrivato il cavaliere! (1950)
- Il brigante Musolino (1950)
- Botta e risposta (1950)
- Vendetta… sarda (1951)
- Guardie e ladri (1951)
- Tizio, Caio, Sempronio (1951)
- È l'amor che mi rovina (1951)
- Core 'ngrato (1951)
- Accidenti alle tasse!! (1951)
- Amo un assassino (1951)
- Totò e i re di Roma (1952)
- Totò e le donne (1952)
- Totò a colori (1952)
- Perdonami (1952)
- Cinque poveri in automobile (1952)
- Cani e gatti (1952)
- Un turco napoletano (1953)
- Il più comico spettacolo del mondo (1953)
- Le infedeli (1953)
- Cavalleria rusticana (1953)
- Giuseppe Verdi (1953)
- Guai ai vinti (1954)
- Proibito (1954)
- Un eroe dei nostri tempi (1955)
- Totò e Carolina (1955)
- La donna più bella del mondo (1955)
- Donatella (1956)
- Il medico e lo stregone (1957)
- Padri e Figli (1957)
- I soliti ignoti (1958)
- La grande guerra (1959)
- Risate di gioia (1960)
- A cavallo della tigre (1961)
- Boccaccio '70 (1962) - segmento Renzo e Luciana
- Frenesia dell'estate (1963)
- Os Companheiros (1963)
- Casanova '70 (1965)
- I nostri mariti (1966) - segmento Il marito di Olga
- L'armata Brancaleone (1966)
- La ragazza con la pistola (1968)
- Toh, è morta la nonna! (1969)
- Brancaleone alle crociate (1970)
- Vogliamo i colonnelli (1973)
- Gran bollito (1977)
- Amici miei, (1975)
- Un borghese piccolo piccolo (1977)
- Temporale Rosy (1979)
- Camera d'albergo (1981)
- Il marchese del Grillo (1981)
- Amici miei atto II (1982)
- Bertoldo, Bertoldino e Cacasenno (1984)
- Le due vite di Mattia Pascal (1985)
- Speriamo che sia femmina (1986)
- I picari (1987)
- Il male oscuro (1990)
- Rossini! Rossini! (1991)
- Parenti serpenti (1992)
- Cari fottutissimi amici (1994)
- Facciamo paradiso (1995)
- Panni sporchi (1999)
- Un amico magico: il maestro Nino Rota (1999) - documentário
- Come quando fuori piove (2000) - TV mini-série
- Le rose del deserto (2006)

### Como ator
- Rue du Pied de Grue (1979)
- Sono fotogenico, dirigido por Dino Risi (1980)
- Il ciclone, dirigido por Leonardo Pieraccioni (1996) - voz
- Sotto il sole della Toscana, dirigido por Audrey Wells (2003)